# فیتزجرالد (دهانه)
فیتزجرالد یک دهانه برخوردی در ماه‌ است.